# Calliandra umbrosa
Calliandra umbrosa är en ärtväxtart som först beskrevs av Nathaniel Wallich, och fick sitt nu gällande namn av George Bentham. Calliandra umbrosa ingår i släktet Calliandra och familjen ärtväxter.

## Underarter
Arten delas in i följande underarter:
- C. u. griffithii
- C. u. umbrosa